# The Prophecy (groupe)
Pour l’article homonyme, voir The Prophecy.
The Prophecy est un groupe mauricien de musique seggae,,,,.

## Singles
- Kriye For (2019)
- Lemond Kare (2020)